# Pollenia paragrunini
Pollenia paragrunini är en tvåvingeart som beskrevs av Knut Rognes 1988. Pollenia paragrunini ingår i släktet vindsflugor, och familjen spyflugor.
Artens utbredningsområde är Armenien. Inga underarter finns listade i Catalogue of Life.